# Діброва Зінаїда
 Діброва Зінаїда (народилася в 2-й половині XIX сторіччя — померла після 20-х років XX століття, місце поховання невідоме) — українська драматична актриса й оперна співачка (драматичне сопрано). Відома за виступами в Театрі Миколи Садовського (1908–1915).

## Життєпис
В Театрі Миколи Садовського працювала в 1908–1915 роках. Мала драматичне сопрано невеликого діапазону. За спогадами В. С. Василька:
Спочатку як дублерша виконувала партії Катерини, Оксани, Наталки, Уляни та ін., як драматична актриса грала другорядні ролі. Часом заміняла і провідних актрис, скажімо, у ролі Марусі («Дай серцю волю» М. Кропивницького), Яриськи («Брат на брата» Д. Грицинського).
Софія Тобілевич у своїх спогадах назвала співачку Діброву серед тих членів трупи Садовського, які «відзначалися знанням сцени».
У липні 1908 українська трупа під керівництвом Миколи Садовського за участі Марії Заньковецької гастролювала в Катеринодарі. 1 липня театр показав «Наталку Полтавку». «Такого спектаклю катеринодарці давно не бачили, коли всі головні дійові особи п'єси були саме життя. Блискуче грав Садовський. Наталка Полтавка — пані Діброва — була чудова.»
Виступала в «Гальці» С. Монюшка, співаючи там назовну партію; в українському репертуарі співала Панночку («Утоплена» М. Лисенка), Оксану («Різдвяна Ніч» М. Лисенка).
У прем'єрі «Утопленої» М. Лисенка, яка відбулася 25 вересня 1913 року, З. Діброва виконувала партію Галі.
У 1915 році разом з М. Вільшанським, О. Певним, М. Тихонович Зінаїда через конфлікт з М. Садовським звільнилась з театру.
Як концертна співачка, володіючи гарним, рівним у всіх регістрах голосом широкого діапазону, виконувала романси М. Лисенка, Я. Степового, К. Стеценка, українські народні пісні.

## Ролі
В Театрі Миколи Садовського:
- Маруся («Дай серцю волю, заведе в неволю» М. Кропивницького)
- Оксана («Запорожець за Дунаєм» С. Гулака-Артемовського)
- Катерина («Катерина» М. Apкаcа)
- Федора («Бранка Роксолана» Д. Січинського)
- Софія («Галька» С. Монюшка)
- Лола («Сільська честь» П. Масканьї)
- Наталка («Наталка Полтавка» М. Лисенка)
- Оксана («Різдвяна ніч» М. Лисенка)
- Галя, Панночка («Утоплена» М. Лисенка)